# Киржеманы (Атяшевский район)
Киржеманы (эрз. Киржеман) — село, центр сельской администрации в Атяшевском районе Мордовии. 

## География
Расположено на р. Нуе, в 22 км от районного центра и железнодорожной станции Атяшево.

## История
Название-антропоним: от дохристианского имени первого поселенца Киржемана. Основано в 1-й половине 17 в. По данным Генерального межевания, в Киржеманах жили удельные крестьяне. В 1789 г. была построена церковь. В 1910-х гг. в Киржеманах было 2 церкви.
В 1922 г. была создана сельскохозяйственная артель. В 1930-е гг. были образованы колхозы «Красная Нуя», «III Интернационал», им. М. Горького, в 1957 г. — объединены в колхоз им. Ленина. В 1986 г. хозяйство было разукрупнено. В 1992 г. был организован СХПК «Киржеманский». В современном селе — основная школа, Дом культуры, библиотека, медпункт, магазин. Возле села обнаружен Киржеманский клад.
В Киржеманскую сельскую администрацию входят с. Челпаново (680 чел.), пос. Пенькозавод (130 чел.).
Уроженцы Киржеман — Герой Советского Союза В. В. Яксаргин.

## Население
| 2002 | 2010 |
| ---- | ---- |
| 693  | ↘625 |

## Источник
- Энциклопедия Мордовия, И. С. Марискин, О. И. Марискин.